# Leontien Zijlaard-van Moorsel
Leontine Martha Henrica Petronella „Leontien“ Zijlaard-van Moorsel  (* 22. März 1970 in Boekel; geborene Leontien van Moorsel) ist eine ehemalige niederländische Radrennfahrerin und vierfache Olympiasiegerin. Sie trägt den Spitznamen Tinus oder Ties. Sie war neben Jeannie Longo die herausragende Fahrer-Persönlichkeit im Frauenradrennsport der 1990er und 2000er Jahre.

## Biographie

### Sportliche Laufbahn
Leontin van Moorsel begann ihre Karriere Ende der 1980er Jahre. Bereits 1990 wurde sie im japanischen Maebashi Weltmeisterin in der 3000-m-Einerverfolgung. 1991 und 1993 wurde sie Weltmeisterin im Straßenrennen. Durch weitere internationale Erfolge, u. a. bei der Tour de France der Frauen, stieg sie zu einer der besten Radsportlerinnen der Welt auf. Ihre sportliche Entwicklung schien nach einem vorläufigen Rücktritt gegen Ende 1993 bereits beendet, vor allem da sie an Magersucht erkrankte und zudem unter Depressionen litt, die sie später auf ihr hartes Training zurückführte. Motiviert von ihrem Mann, dem Radsportler Michael Zijlaard, entschloss sie sich jedoch später, wieder mit dem Radsport zu beginnen, um ihre Krankheit zu überwinden und kam nach einer langen Pause sogar wieder in den Wettkampfsport zurück.
Bereits 2000 war sie wieder die dominierende Radsportlerin der Olympischen Spiele in Sydney. Dort gewann sie im 3000-m-Verfolgungsrennen, im Straßenrennen und im Einzelzeitfahren jeweils die Goldmedaille. Zudem gewann sie eine Silbermedaille im Punktefahren.
Zwischen 2001 und 2003 wurde sie dreimal in Folge Weltmeisterin in der 3000-m-Einerverfolgung. 2003 nahm sie den Stundenweltrekord ihrer französischen Konkurrentin Jeannie Longo in Angriff und verbesserte deren Bestmarke um 916 Meter auf 46,065 Kilometer.
Die Olympischen Spiele 2004 in Athen begannen zunächst wenig vielversprechend: Im Straßenrennen am 15. August 2004 stürzte sie und schied aus. Bereits drei Tage später setzte sie sich aber im Einzelzeitfahren klar gegen ihre Konkurrenz durch und gewann am Ende mit über 24 Sekunden Vorsprung ihre vierte Goldmedaille. In der 3000-m-Einerverfolgung wurde sie Dritte. Im Januar 2005 fuhr sie ihr letztes Rennen beim Sechstagerennen von Rotterdam und beendete ihre Laufbahn als Radsportlerin.
Leontien van Moorsel wurde in den Niederlanden sechsmal zur Sportlerin des Jahres gewählt: 1990, 1993, 1999, 2000, 2003 und 2004. 

#### Dopingvorwürfe
Im September 2017 behauptete der Mediziner und frühere Teamarzt von PDM Peter Janssen in einem Interview mit der Volkskrant, er habe Leontien Zijlaard-van Moorsel vor den Olympischen Spielen 2000 in Sydney mit EPO versorgt. Der Niederländische Olympische Sportbund (NOC*NSF) erklärte, dass eine Doping-Untersuchungskommission 2013 die Angaben des Mediziners stütze. Zijlaard-van Moorsel bestritt diese Vorwürfe.

### Nach dem Sport

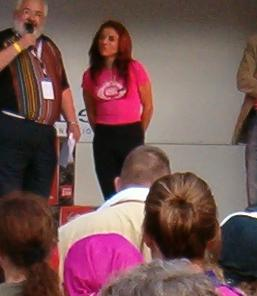
van Moorsel um 2004

Nach Leontien Zijlaard-van Moorsel war das frühere, von ihrem Ehemann Michael Zijlaard geleitete, UCI Women’s Team AA Drink-leontien.nl benannt. 
2008 gründete sie die Stichting Leontien, die die Bekämpfung von Essstörungen zum Ziel hat.
Im Juli 2015 eröffnete Leontien Zijlaard-van Moorsel gemeinsam mit der niederländischen Königin Maxima in Zevenhuizen das Leontienhuis zur Behandlung von Menschen mit Essstörungen. Gemeinsam mit der niederländischen Moderatorin Wendy Van Dijk entwickelte sie eine eigene Sportbekleidungslinie in Zusammenarbeit mit der Ladenkette Kruidvat.
2016 wurde Zijlaard-van Moorsel Sportliche Leiterin der Austragung für Frauen des Amstel Gold Race, das sie selbst 2011 gewonnen hatte.

### Familie
Ihr Schwiegervater ist der populäre Derny-Schrittmacher Joop Zijlaard. Ihre Nichte Nicky Zijlaard war bis 2014 als Radsportlerin aktiv; auch ihr Neffe Maikel ist Radsportler.

### Diverses
Nach den Olympischen Spielen in Athen 2004  wurde van Moorsel in ihrem Heimatort mit einem Denkmal aus Bronze von Bildhauer Paul Roijmans geehrt.
Ab August 2018 trat van Moorsel in einer Nebenrolle von Soof de Musical auf.

## Erfolge (Auswahl)
| 1984 Niederländische Jugend-Meisterin – Straßenrennen 1985 Niederländische Jugend-Meisterin – Straßenrennen 1989 Niederländische Meisterin – Straßenrennen 1990 - Weltmeisterin – Mannschaftszeitfahren (mit Monique Knol, Astrid Schop und Cora Westland) - Niederländische Meisterin – Straßenrennen 1991 - Weltmeisterin – Straßenrennen 1992 - Tour de la CEE féminin - Grande Boucle Féminine - Niederländische Meisterin – Straßenrennen 1993 - Weltmeisterin – Straßenrennen - Grande Boucle Féminine - Niederländische Meisterin – Straßenrennen 1997 - Niederländische Meisterin – Straßenrennen 1998 - Weltmeisterin – Einzelzeitfahren - Niederländische Meisterin – Straßenrennen, Einzelzeitfahren 1999 - Weltmeisterin – Einzelzeitfahren - Gesamtwertung und zwei Holland Ladies Tour - Niederländische Meisterin – Straßenrennen, Einzelzeitfahren 2000 - Olympiasiegerin – Einzelzeitfahren, Straßenrennen - Emakumeen Bira - drei Etappen Giro d’Italia Femminile - Trophée d’Or Féminin - Niederländische Meisterin – Einzelzeitfahren 2001 - Acht van Chaam - Niederländische Meisterin – Einzelzeitfahren 2002 - Acht van Chaam - Amstel Gold Race - Niederländische Meisterin – Einzelzeitfahren 2004 - Olympiasiegerin – Einzelzeitfahren - Acht van Chaam - Niederländische Meisterin – Straßenrennen | 1990 - Weltmeisterin – Einerverfolgung 1991 - Niederländische Meisterin – Einerverfolgung 1992 - Niederländische Meisterin – Einerverfolgung 1997 - Niederländische Meisterin – Einerverfolgung 1998 - Niederländische Meisterin – Einerverfolgung, Punktefahren 1999 - Niederländische Meisterin – Einerverfolgung, Punktefahren 2000 - Olympiasiegerin – Einerverfolgung - Olympische Spiele – Punktefahren - Niederländische Meisterin – Einerverfolgung, Punktefahren 2001 - Weltmeisterin – Einerverfolgung - Niederländische Meisterin – Einerverfolgung, Punktefahren 2002 - Weltmeisterin – Einerverfolgung - Niederländische Meisterin – Einerverfolgung, Punktefahren 2003 - Niederländische Meisterin – Einerverfolgung, Punktefahren 2002 - Weltmeisterin – Einerverfolgung 2004 - Olympische Spiele – Einerverfolgung |